# Match des Étoiles de la Ligue majeure de baseball 1989
Le match des Étoiles de la Ligue majeure de baseball 1989 (1989 MLB All-Star Game) est la 60e édition de cette opposition entre les meilleurs joueurs de la Ligue américaine et de la Ligue nationale, les deux composantes de la MLB.
Le match s'est tenu le 11 juillet 1989 au Anaheim Stadium, antre des Angels de Los Angeles d'Anaheim.

## Home Run Derby
| Anaheim Stadium, Anaheim -- N.L. 9, A.L. 5 | Anaheim Stadium, Anaheim -- N.L. 9, A.L. 5 | Anaheim Stadium, Anaheim -- N.L. 9, A.L. 5 |
| Joueur                                     | Équipe                                     | Home Runs                                  |
| American League                            | American League                            | American League                            |
| ------------------------------------------ | ------------------------------------------ | ------------------------------------------ |
| Rubén Sierra                               | Texas                                      | 3                                          |
| Mickey Tettleton                           | Detroit                                    | 1                                          |
| Bo Jackson                                 | Kansas City                                | 1                                          |
| Gary Gaetti                                | Minnesota                                  | 0                                          |
| National League                            |                                            |                                            |
| Eric Davis                                 | Cincinnati                                 | 3                                          |
| Glenn Davis                                | Houston                                    | 2                                          |
| Howard Johnson                             | New York                                   | 2                                          |
| Kevin Mitchell                             | San Francisco                              | 2                                          |